# Pawtucket Rangers
Pawtucket Rangers – amerykański klub piłkarski z Pawtucket działający w latach 1913–1933.

## Historia
Klub wygrał Rhode Island League w 1914 gdy był członkiem średnio zaawansowanej Piłkarskiej Ligi Nowej Anglii. Wtedy dołączył do  American Soccer League.
Po pierwszej połowie sezonu 1928/29, drużyna zbankrutowała i została wykupiona przez nowe władze. Nowi właściciele zmienili nazwę klubu na Pawtucket Rangers.
Drużyna opuściła ASL po sezonie 1932 i dołączyła do New England Division nowego ASL założonego w sezonie 1933/34.
Drużyna wygrała Times Cup w 1919.

## Rok po roku
| Rok         | Dywizja | Liga    | Miejsce                    | Playoffy                  | U.S. Open Cup  |
| ----------- | ------- | ------- | -------------------------- | ------------------------- | -------------- |
| 1913/14     | bd.     | RIL     | 1                          | Mistrz                    | Nie weszli     |
| 1914/15     | bd.     | SNESL   | 3                          | Bez playoffu              | Półfinał       |
| 1915/16     | bd.     | SNESL   | Nie zakończono sezonu      | Nie zakończono sezonu     | ?              |
| 1916/17     | bd.     | SNESL   | 3                          | Bez playoffu              | Pierwsza runda |
| 1917/18     | bd.     | SNESL   | 1                          | Mistrz (bez playoffu)     | Druga runda    |
| 1918/19     | bd.     | SNESL   | Sezon przerwany przez WWI  | Sezon przerwany przez WWI | Trzecia runda  |
| 1919/20     | bd.     | SNESL   | ?                          | ?                         | Trzecia runda  |
| 1920/21     | bd.     | SNESL   | 3                          | Bez playoffu              | Pierwsza runda |
| 1921/22     | 1       | ASL     | 2                          | Bez playoffu              | Czwarta runda  |
| 1922/23     | 1       | ASL     | 1                          | Mistrz (bez playoffu)     | Półfinały      |
| 1923/24     | 1       | ASL     | 4                          | Bez playoffu              | Pierwsza runda |
| 1924/25     | 1       | ASL     | 7                          | Bez playoffu              | Nie weszli     |
| 1925/26     | 1       | ASL     | 8                          | Bez playoffu              | Półfinały      |
| 1926/27     | 1       | ASL     | 9                          | Bez playoffu              | Pierwsza runda |
| 1927/28     | 1       | ASL     | 8 (1 połowa); 9 (2 połowa) | Nie zakwalifikowali się   | Półfinały      |
| 1928/29     | bd.     | ASL     | 8 (1 połowa); 3 (2 połowa) | Bez playoffu              | ?              |
| 1929        | bd.     | ASL     | 5                          | Bez playoffu              | bd.            |
| 1930        | bd.     | ACL/ASL | 6 (wiosna); 9              | Bez playoffu              | Ćwierćfinały   |
| 1931        | bd.     | ASL     | 4 (wiosna); 3              | Bez playoffu              | Pierwsza runda |
| Wiosna 1932 | bd.     | ASL     | 4?                         | Bez playoffu              | Druga runda    |
| 1932        | bd.     | ASL     | 2                          | Bez playoffu              | bd.            |
| Wiosna 1933 | bd.     | ?       | ?                          | ?                         | Półfinały      |